# Marcus Garvey
Marcus Mosiah Garvey (Jamaicai Nemzeti Hős Érdemrend) (1887. augusztus 17. – 1940. június 10.) jamaicai újságíró, -kiadó, vállalkozó, fekete nacionalista és a Universal Negro Improvement Association and African Communities League (UNIA-ACL) megalapítója.

## Élete
Garvey a jamaicai Saint Ann Parish St. Ann's Bay városában született. Apja, Marcus Mosiah Garvey Sr. kőműves volt, anyja, Sarah Jane Richards házimunkát és földművelést végzett. Tizenegy gyerekük közül csak Garvey és nővére, Indiana ért meg idősebb kort. Garvey apjának – azt mondják – nagy könyvtára volt és fia tőle örökölte az olvasás szeretetét.
Garvey főleg Vissza Afrikába mozgalom (Back-to-Africa) előmozdításával tett szert hírnévre, amely az Afrikából behurcolt embereknek ígért őshazájukba való visszatérést. A mozgalomból később több másik bontakozott ki, a Nation of Islamtól kezdve a Rasztafári mozgalomig, amely prófétának kiáltotta ki Garveyt. Garvey szerint az afrikai származású emberek feladata Afrika „megváltása” és az európai gyarmatosítók kiűzése.

## Hatása
Garvey emléke máig él világszerte. Sok iskolát, főiskolát, autópályát és épületet neveztek el róla Afrikában, Európában, az USA-ban és a Karib-térségben.
A vörös-fekete-zöld UNIA zászlót ma mint a Feketék Felszabadításnak Zászlaját használják.

## Garvey és a raszták
A rasztafariánusok Garveyt prófétának tekintik, néha még Keresztelő Szent János reinkarnációjának is. Ez részben annak köszönhető hogy az 1920-as években gyakran hangoztatta: „Look to Africa, when a black king shall be crowned for the day of deliverance is at hand!”
Eszméi nagy hatással voltak a rasztákra, akik minden állítását Hailé Szelassziéra vonatkozó próféciának tekintették.
A korai raszták csatlakoztak a jamaicai Back-to-Africa mozgalmához.
A korai mozgalomra hatással volt az Afro-Athlican Church független rasztapárti mozgalom is, amelynek vallási nézetei a Holy Piby című könyvben voltak összefoglalva – ez is prófétának tekintette Garveyt.
Ebből következik, hogy a rasztafariánus mozgalom tekinthető a garveyi filozófia leszármazottjának is. Nézetei nagy hatással voltak a rasztákra, és gyakran hallhatók a reggae-zenében, többek között Burning Spear számaiban.
Maga Garvey Etiópia második világháborús megszállása előtt kritikusan beszélt Hailé Szelassziéről. Garvey sose azonosult a raszta mozgalommal, és ő maga metodista volt, de később áttért a római katolikus hitre.